# Абу'л-Хазм Джохар ібн Мухаммад
Абу'л-Хазм Джохар ібн Мухаммад (араб. أبو الحزم جهور بن محمد بن جهور; д/н — 6 серпня 1043) — 1-й шейх Кордовської тайфи в 1031—1043 роках.

## Життєпис
Походив з родини сановників та правників Бану-Джохар, що тривалий час перебували на службі Омеядів. Син Мухаммада ібн Джохара, секретаря хаджіба Аль-Мансура. Перша письмова згадка про Абу'л-Хазма відноситься до 1000 року. Був секретарем хаджіба Абдаррахмана ібн Санчула.
Брав участь у війнах проти Хаммудидів. У 1010 році призначається візиром. Зберігав посаду до 1026 року. Увійшов до складу ради сановників, улемів та багатших містян Кордови. Сприяв зайняттю халіфом Гішамом III Кордови, який призначив Абу'л-Хазма головою державної ради. Невдовзі долучився до змови проти хаджіба аль-Хакама ібн Саїда, а 1031 року — повалення самого халіфа. Після цього саме Абу'л-Хазм Джохар від імені знаті та міста Кордоби оголосив про припинення існування Кордовського халіфату.
Невдовзі за сприяння родичів Мухаммеда ібн Аббаса та Абд аль-Азіза ібн Гасана обирається знаттю та улемами саджі яма'а (шейх громади) Кордовської тайфи. Спочатку мусив був узгоджувати політичні кроки з радою Кордови, згодом отримавш більше військової влади, оскільки держава було з усіх боків оточена ворогами.
Згодом здобув необмежену владу в тайфі. Провів військову реформу, замінивши берберську кінноту на джунд (міське ополчення). Не проводив активної загарбницької політики, зосередившись на дипломатичній діяльності. 1038 року сприяв замиренню Гранадського і Альмерійського емірів. Також був посередником між бадахоською і Севільською тайфами.
Більше уваги приділяв внутрішнім справам. Опікувався торгівлею, розвитком ремісництва та землеробства. Для цього зменшив податки, надавав вигідні позики торгівцям, займався регулюванням цін для бідних верств. Також ініціював розбудову міст та відновлення зруйнованого під час попередніх війн.
Панував до 1043 року. Трон успадкував його син Абу'л Валід Мухаммад